# Biberschlag (Schleusegrund)
Biberschlag ist heute ein Ortsteil von Biberau der Gemeinde Schleusegrund im Landkreis Hildburghausen in Thüringen.

## Lage

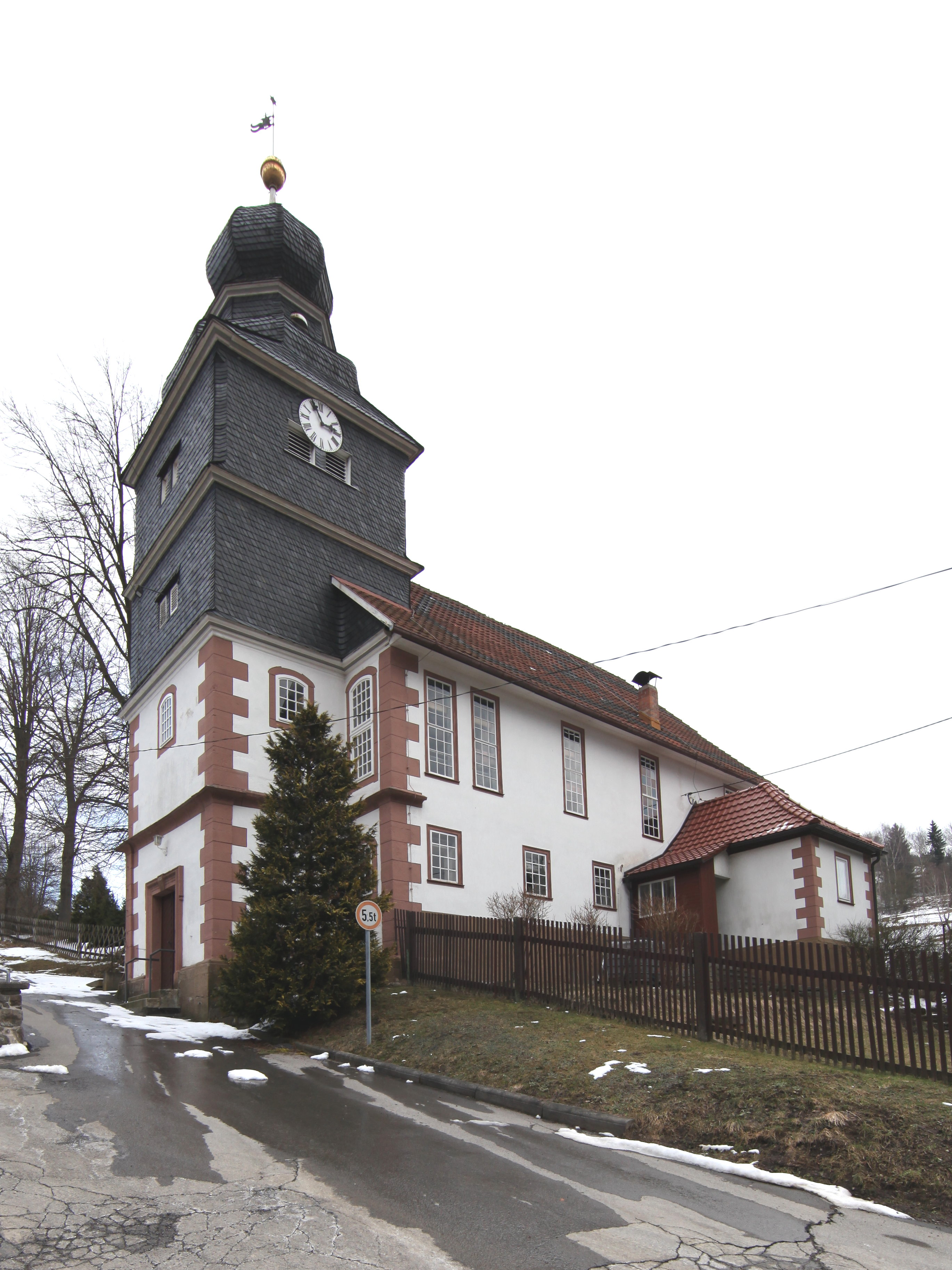
Evangelisch-lutherische Kirche zu Biberschlag

Biberschlag erstreckt sich entlang des oberen Biberbaches und der Kreisstraße K 523, in der Ortslage als Hauptstraße bezeichnet.

## Geschichte
Die Gemeinde weist eine Ersterwähnung für Biberslage von 1317 nach. In der Literatur ist 1330/1340 die urkundliche Ersterwähnung angegeben.

## Kirche
1662 ließ Ernst der Fromme die Kirche aus Steinen bauen. 1781 wurde der Turm an der Westseite angebaut. Die Kirche steht auf einer Anhöhe.